# Сражение при Кумах (717)

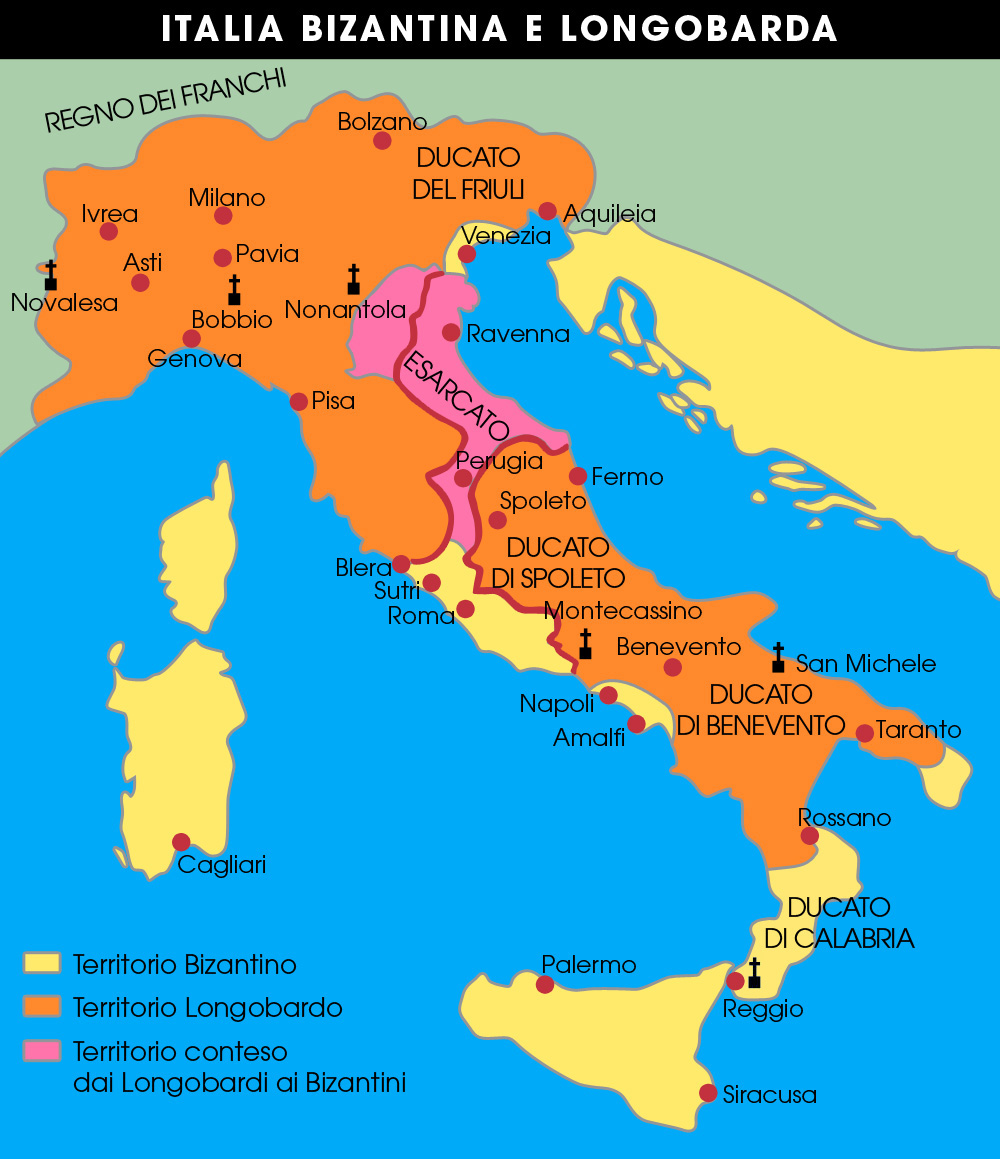
Апеннинский полуостров в первой половине VIII века

Сражение при Кумах — состоявшееся в 717 году около города Кумы сражение, в котором неаполитанское войско под командованием герцога Иоанна I разгромило войско герцога Беневенто Ромуальда II.

## Исторические источники
О сражении при Кумах и связанных с ним событиях сообщается в нескольких раннесредневековых источниках, в том числе, «Истории лангобардов» Павла Диакона, «Деяниях неаполитанских епископов» и «Liber Pontificalis».

## Предыстория
Начиная с завоевания лангобардами во второй половине VI века значительной части Апеннинского полуострова, правители Беневентского княжества стремились овладеть соседними, ещё не находившимися под их контролем землями. Основными целями их экспансии были входившие в состав Византии Римское и Неаполитанское герцогства.
В середине 710-х годов Кампания сильно пострадала от эпидемии бубонной чумы. Умерших было так много, что в Неаполе не хватало людей, чтобы хоронить только что скончавшихся. Воспользовавшись смятением, охватившим из-за этого местных жителей, беневентский герцог Ромуальд II в 716 году захватил принадлежавшие Святому Престолу Кумы. Правителем города герцог поставил гастальда, под командование которого отдал часть своего войска.
С захватом Кум беневентцам удалось прервать сообщение по суше между Римом и византийскими владениями в Южной Италии, в том числе, Неаполем. Требования папы Григория II освободить город, снабжённые сначала угрозами отлучения от церкви, а затем обещаниями щедрых денежных выплат, Ромуальд II проигнорировал. Не обладая достаточным войском для возвращения Кум, Григорий II обратился за помощью к Иоанну I, неаполитанскому герцогу и магистру армии (лат. dux et magister militum). В качестве вознаграждения за освобождение Кум от власти беневентцев папа римский обещал заплатить правителю Неаполя 70 фунтов золота. Когда же Иоанн I дал согласие помочь папе римскому, тот почти ежедневно стал посылать к неаполитанцам письма с увещеваниями и деньгами, а в качестве своего представителя направил к герцогу субдиакона Теодима.

## Сражение
Несмотря на старания Иоанна I и Григория II, достаточно большое войско герцогу удалось собрать только в 717 году. Возможно, что это было вызвано как малочисленностью населения Неаполя из-за эпидемии, так и отправкой части городских воинов в распоряжение стратига Сицилии Павла, в то время подавлявшего восстание Василия Ономагула. Вероятно именно из-за чумы состоявшуюся в церкви Святого Андрея церемонию благословения неаполитанского войска провёл не местный епископ Лаврентий, а пресвитер Сергий. В награду за это герцог Иоанн I пообещал сделать Сергия главой Неаполитанской епархии.
Подойдя в конце года к Кумам, неаполитанское войско неожиданно для его беневентского гарнизона ночью атаковало укрепления и в результате быстрого штурма овладело городом. В сражении погибли около 300 лангобардов во главе с гастальдом, ещё приблизительно 500 беневентцев были пленены.

## Последствия
В награду за изгнание из Кум беневентцев Григорий II сразу же передал Иоанну I обещанные 70 фунтов золота. Однако герцог так и не возвратил город под власть папы римского, а присоединил тот к Неаполитанскому герцогству. О реакции Григория II на такое решение Иоанна I в средневековых источниках не сообщается. Предполагается, что папа смирился с потерей Кум, понимая, что эффективный контроль над городом, расположенным значительно ближе к Неаполю, чем к Риму, могли осуществлять только неаполитанские герцоги. Возвратившись в Неаполь, Иоанн I сдержал своё обещание, данное Сергию, и в том же году способствовал его избранию епископом вместо скончавшегося Лаврентия.